# Магнушевский плацдарм

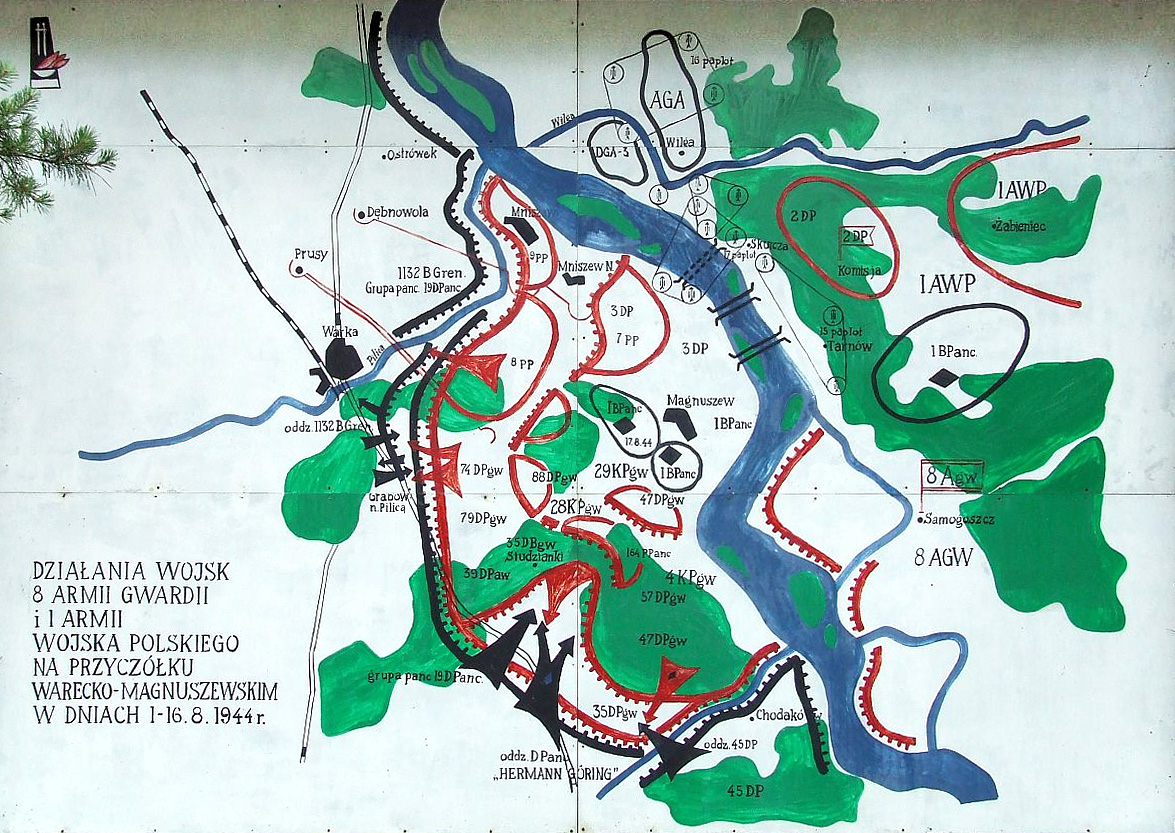
Карта-схема боёв за плацдарм с 1 по 14 августа

Магну́шевский плацдарм — один из плацдармов на левом берегу реки Вислы, в районе города Магнушев (60 км южнее Варшавы), захваченный в августе 1944 года войсками 1-го Белорусского фронта (Маршал Советского Союза К. К. Рокоссовский) на заключительном этапе Люблинско-Брестской наступательной операции 1944 года.

## Захват плацдарма
Передовые отряды 8-й гвардейской армии (генерал-полковник В. И. Чуйков) 1 августа форсировали Вислу и закрепились на левом берегу в районе Магнушева. По наведённым переправам к исходу дня 1 августа на левый берег Вислы переправились по 2 полка от 25-й, 35-й, 57-й и 79-й гвардейских стрелковых дивизий, которые расширили плацдарм до 15 км по фронту и до 5 км в глубину. 2—4 августа советские войска овладели Магнушевом и расширили плацдарм до 44 км по фронту и до 15 км в глубину. Плацдарм получил название Магнушевский.

## Бои за плацдарм
Немецко-фашистское командование 5—13 августа предприняло контрудары силами двух танковых и одной пехотных дивизий, поддержанных авиацией (до 600 самолёто-вылетов в сутки). Для усиления 8-й гвардейской армии командование фронта переправило на плацдарм 16-й танковый корпус 2-й танковой армии, 3-ю пехотную дивизию и 1-ю танковую бригаду 1-й армии Войска Польского. Контрудары противника были отражены с большими для него потерями. Значительную роль в этом сыграла авиация 6-й и 16-й воздушных армий.
14 августа 8-я гвардейская армия перешла в наступление. В середине августа для поддержки её действий на Магнушевский плацдарм были переправлены главные силы 1-й армии Войска Польского, которые совместно с советскими войсками должны были овладеть Варшавой, но возросшее сопротивление противника и недостаток сил у 1-го Белорусского фронта не позволили осуществить этот замысел. Советские и польские войска перешли к обороне.

Особенно тяжело пришлось войскам, державшим магнушевский плацдарм. Должен прямо сказать, что отстоять его нам удалось в значительной степени потому, что обороной руководил командующий 8-й гвардейской армией Василий Иванович Чуйков. Он находился всё время там, в самом пекле. Правда и командование фронта делало всё, что-бы своевременно оказать помощь сражавшимся войскам фронтовыми средствами и авиацией.
— Дважды Герой Советского Союза Маршал Советского Союза   Рокоссовский К.К.  Солдатский долг.Военные мемуары. -  М.: Воениздат, 1968. С.290-291.

15 сентября польские войска выведены с плацдарма для выполнения других задач.

## Значение
На плацдарме была проведена большая работа по инженерному оборудованию местности. Это позволило на ограниченном пространстве разместить ударную группировку 1-го Белорусского фронта. В январе 1945 года при проведении Варшавско-Познанской операции 1945 года с Магнушевского плацдарма наносила удар главная группировка войск 1-го Белорусского фронта.